# Димче Мирчев
Димче Гошев Мирчев е югославски комунистически партизанин и народен герой на Югославия.

## Биография
Роден е през 1914 година в град Велес. Преди Втората световна война работи като дърводелец. Още през 1934 година се включва към работническото движение и става член на съюза на Обединените работнически синдикати на Югославия (ОРСЮ). През 1937 година, като един от ръководителите на ОРСЮ във Велес е арестуван от сръбската полиция и прекарва шест месеца в затвора. След това отива в Белград, а после пак се връща във Велес. През 1940 година става член на ЮКП. Скоро след това става секретар на местния комитет на ЮКП във Велес. През есента на 1940 година сръбската полиция го арестува отново заедно с група съмишленици и той прекарва в затвора до април 1941 година, когато започва Ауфмарш 25.
След като е освободен отново става секретар на Местния комитет и участва активно в създаването на първия партизански отряд във Велес, създаден през април 1942 година. През септември 1942 година напуска Велес и влиза в партизанския отряд „Димитър Влахов“, където става заместник-командир.
По решение на партията от февруари 1944 година остава в Кавадарци като секретар на Областния комитет на ЮКП. Там заедно с Киро Атанасовски, секретар на Областния комитет в Тиквеш организира набирането на 60 души за нуждите на Втора македонска ударна бригада. В нощта на 7 април 1944 година българската полиция обгражда къщата, където са отседнали Мирчев и Атанасовски. Двамата не се предават и се завързва битка, която завършва със самоубийството им след като им свършват мунициите.
Обявен е за народен герой на Югославия на 2 август 1949 година.